# Inline-Alpin-Weltcup in Degmarn
Der Inline-Alpin-Weltcup in Degmarn gehört seit dem Jahr 2010 mit einigen Unterbrechungen zum Inline-Alpin-Weltcup und wurde vom World Inline Alpine Committee (WIAC) und seit 2018 vom World Skate veranstaltet. Die Rennen werden in der deutschen Gemeinde Oedheim im Ortsteil Degmarn in der Neuenstädter Straße ausgetragen. 

## Geschichte
Der Weltcup wurde vom Jahr 2010 bis 2012, 2014, 2018, 2019 und von 2022 bis 2024 ausgetragen. Im Jahr 2013 fand wegen der am gleichen Ort ausgetragenen Inline-Alpin-Europameisterschaft kein Weltcup statt und im Jahr 2020 wurde es wegen der Corona-Pandemie abgesagt. Zu Ehren des am 14. November 2011 verstorbenen Organisators Michael Sandel wird die Veranstaltung seit dem Jahr 2012 nach ihm benannt.

## Ergebnisse

### Frauen
| Saison | Disziplin | Sieger                    | Zweiter                | Dritter                 |
| ------ | --------- | ------------------------- | ---------------------- | ----------------------- |
| 2010   | Slalom    | Claudia Wittmann (GER)    | Julia Grüning (GER)    | Raphaela Schrader (GER) |
| 2011   | Slalom    | Ann-Kathrin Stolz (GER)   | Jana Börsig (GER)      | Claudia Wittmann (GER)  |
| 2012   | Slalom    | Ann Krystina Wanzke (GER) | Julia Grüning (GER)    | Susanne Weber (GER)     |
| 2014   | Slalom    | Ann Krystina Wanzke (GER) | Susanne Weber (GER)    | Jana Börsig (GER)       |
| 2018   | Slalom    | Mona Sing (GER)           | Claudia Wittmann (GER) | Marina Seitz (GER)      |
| 2019   | Slalom    | Ann Krystina Wanzke (GER) | Claudia Wittmann (GER) | Manuela Schmohl (GER)   |
| 2022   | Slalom    | Mona Sing (GER)           | Elea Börsig (GER)      | Manuela Schmohl (GER)   |
| 2023   | Slalom    | Elea Börsig (GER)         | Claudia Wittmann (GER) | Mona Heller (GER)       |
| 2024   | Slalom    | Mona Heller (GER)         | Elea Börsig (GER)      | Claudia Wittmann (GER)  |

### Männer
| Saison | Disziplin | Sieger               | Zweiter                  | Dritter                |
| ------ | --------- | -------------------- | ------------------------ | ---------------------- |
| 2010   | Slalom    | Marco Walz (GER)     | Manuel Gauch (GER)       | Sebastian Gruber (GER) |
| 2011   | Slalom    | Marco Walz (GER)     | Christoph Eder (GER)     | Ricco Walz (GER)       |
| 2012   | Slalom    | Andreas Hilble (GER) | Jörg Bertsch (GER)       | Marco Walz (GER)       |
| 2014   | Slalom    | Sven Ortel (GER)     | Kristaps Zvejnieks (LAT) | Marco Walz (GER)       |
| 2018   | Slalom    | Sven Ortel (GER)     | Marco Walz (GER)         | Miks Zvejnieks (LAT)   |
| 2019   | Slalom    | Sven Ortel (GER)     | Manuel Zörlein (GER)     | Jörg Bertsch (GER)     |
| 2022   | Slalom    | Jörg Bertsch (GER)   | Luca Gökeler (GER)       | Noah Sing (GER)        |
| 2023   | Slalom    | Jörg Bertsch (GER)   | Marco Walz (GER)         | Noah Sing (GER)        |
| 2024   | Slalom    | Jörg Bertsch (GER)   | Noah Sing (GER)          | Maximilian Löw (GER)   |